# Jean-Baptiste Furgole
Jean-Baptiste Furgole, né à Castelferrus (Armagnac) en 1690 et mort à Toulouse en 1761, est un jurisconsulte français.

## Biographie

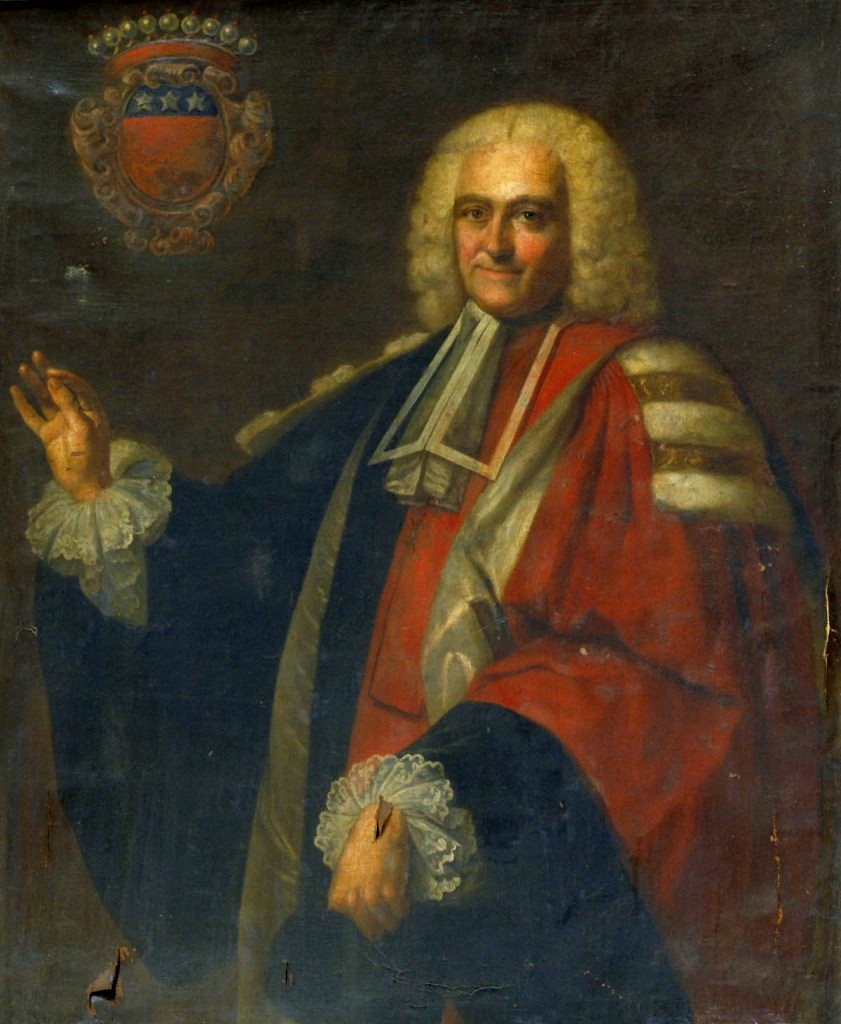
Portrait du capitoul en 1754.

Il étudie le droit à l'université de Toulouse et obtient sa licence en 1714. Pour être peu attiré par l’exercice de la plaidoirie, il préfère exercer comme avocat consultant au parlement de Toulouse. Furgole fait office de référence tout en étant estimé et redouté par ses collègues.
Lorsque le chancelier d'Aguesseau émet sa réforme sur les donations et le droit de l'héritage, Furgole est chargé par les magistrats de la ville de répondre au nom du Parlement de Toulouse. Avec succès, il publie plusieurs traités et observations sur les ordonnances de d’Aguesseau.
Il est nommé capitoul par le roi Louis XV en 1754. Conservé au musée des Augustins, son portrait est réalisé par Guillaume Cammas (1698-1777) durant la même période.
Même lorsqu’elles remettaient en cause le droit romain, ses positions en faveur des ordonnances royales n'ont pas été appréciés à Toulouse et le barreau toulousain ne l’a jamais nommé bâtonnier.

## Œuvres
Ses ouvrages les plus importants sont :
- un Traité des testaments (Paris, 1745, 4 vol. in-4°) [lire en ligne].
- un Traité de la seigneurie féodale universelle et du franc-alleu naturel (Paris, 1767) [lire en ligne].

L'édition des Œuvres complètes de Furgole (1775 1776, 8 vol. in-8°) est moins correcte que les éditions particulières de chacun de ses ouvrages.
- Ordonnance de Louis XV Roi de France et de Navarre, pour fixer la jurisprudence sur la nature, la forme, les charges & conditions des Donations. Donnée à Versailles au mois de Février 1731 ; avec des observations, autorisées par les ordonnances, le Droit Romain, & les Arrêts des Parlements : Par Maître Jean-Baptiste Furgole, Avocat au Parlement de Toulouse. : Seconde édition, Revue, corrigée, considérablement augmentée. Tome 1, Tome 2, Toulouse, Antoine Birosse, Jean-Pierre Robert, 1761 (lire en ligne)

## Hommage
La municipalité de Toulouse renomme une rue du centre historique de la ville en son nom (rue Furgole).